# Alan Shadrake

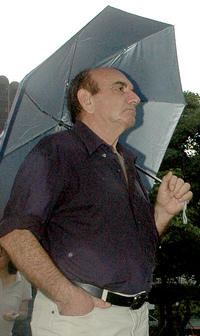
Alan Shadrake (2011)

Alan Shadrake (* 14. August 1934 in Essex, England) ist ein britischer Journalist, Buchautor und Anti-Todesstrafen-Aktivist, mit Wohnsitz auf der Insel Penang in Malaysia.

## Leben
Shadrake begann seine Karriere im Alter von 15 Jahren bei den „Hornchurch and Upminister News“  und arbeitete später für den „Daily Express“ in Manchester. 1961, kurz nach dem Mauerbau, zog Shadrake mit seiner Familie nach Berlin. 1980 zog er nach Los Angeles und dann 1998 nach Las Vegas, wo er für britische Boulevardzeitungen schrieb. Im Jahre 2003 siedelte Shadrake nach Singapur über, wo er sein Buch, Once a Jolly Hangman: Singapore Justice in the Dock, schrieb.
Am 16. November 2010 befand ein Gericht in Singapur Shadrake der Missachtung des Gerichts für schuldig und verurteilte ihn zu einer sechswöchigen Haftstrafe sowie einer Geldstrafe von S$ 20.000 (ca. EUR 11.000). Darüber hinaus muss er die Kosten des Ermittlungsverfahren in Höhe von S$ 55.000 (ca. EUR 30.000) übernehmen. Im Berufungsverfahren wurde diese Strafe am 27. Mai 2011 bestätigt und Shadrake musste am 1. Juni 2011 seine Haftstrafe antreten. Am 9. Juli 2011 wurde er wegen guter Führung vorzeitig aus der Haft entlassen und nach Großbritannien abgeschoben.
Ursache des Verfahrens sind Shadrakes Beschuldigungen in Once a Jolly Hangman. Der Brite behauptet, bei Drogendelikten in Singapur, welche häufig mit der Todesstrafe geahndet werden, entscheide viel mehr Nationalität, Hautfarbe, gesellschaftliche Stellung und vor allem Vermögen, über Leben oder Tod, als es Schuld bzw. Unschuld täten. Ferner impliziert er, die Justiz des südostasiatischen Stadtstaates sei ein unmündiger Erfüllungsgehilfe der Politik.

## Werke (Auswahl)
- Once a jolly hangman. Singapore justice in the dock. Murdoch Books, Millers Point 2011, ISBN 978-1-74266-373-9.
- The yellow pimpernels. Escape stories of the Berlin Wall. Hall Press, London 1974, ISBN 0-7091-4448-2.